# 细螯狼牙蟹
细螯狼牙蟹（学名：Lupocyclus tugelae）为梭子蟹科狼牙蟹属的动物。分布于日本、菲律宾、澳大利亚、马达加斯加、南非以及中国大陆的南沙群岛等地，生活环境为海水，常栖息于水深 30-85米的泥质或碎贝壳沙质底。其生存的海拔范围为-85至-30米。该物种的模式产地在南非图盖拉河。